# 1589 w literaturze
Wydarzenia literackie w 1589 roku.

## Nowe książki
- polskie
  - Jan Kochanowski – O Czechu i Lechu historyja naganiona. K temu o cnocie i o sprosności pijaństwa. (O Czechu i Lechu historyja naganiona, Iż pijaństwo jest rzecz sprosna a nieprzystojna człowiekowi)

## Zmarli
- 23 marca – Marcin Kromer, polski duchowny i humanista (ur. 1512)
- Pedro de Andrade Caminha – poeta portugalski